# 全国貸金業政治連盟
全国貸金業政治連盟（ぜんこくかしきんぎょうせいじれんめい）はサラ金など貸金業界の政治団体。全国貸金業協会連合会の政治部門である。
全政連とも略される。

## 概要
出資法の上限金利（29.2%）を34.675%に引き上げることを掲げている。
貸金業界の政治団体が2002年に買った国会議員パーティー券の詳細な内容が政治資金収支報告書でわかっている。一件5万円以上の支出額が記載されたのは33議員で、自民党派閥、県連などをふくめ559万円にのぼっていると日本共産党の機関紙「しんぶん赤旗」にて伝えられた。
これらの報道により該当議員は「貸金業者から金をもらった」と非難の対象となり、金利引き下げ運動に利用されることとなった。
そして、平成18年に貸金業規制法が貸金業法に規制強化され、上限金利が年利20%（10万円を1ヵ月借りて1,666円の利息）以下となり、運動目的とは逆の結果を招いたので解散した。
現在（平成22年）、貸金業法による規制強化のため10年前は全国に約3万社あった登録貸金業者は3千社を切り、消費者の選択の幅は狭まり、“ヤミ金”の跋扈が懸念される、との意見も出ている。
しかし、この意見については具体的なデータに欠けるとの反論、違法な闇金の跋扈が心配であれば、これをきちんと取り締まれば済むだけではないかという反論（違法闇金も何らかの手段で一般消費者に存在を伝える必要があり、電柱や電話ボックスのビラなどでその存在を広く知らしめている。これを警察がきちんと取り締まれば良いだけではないかとの反論。）もある。

## パーティー券を購入した政治家のリスト
全政連は2002年、政界工作のために国会議員のパーティー券を購入し、「協力リスト」として、国会議員の氏名を記載したリストを作成している。
以下は日本共産党の機関紙「しんぶん赤旗」にて伝えられたリストである。
（注）議員の所属政党は2003年当時のもの
- 上川陽子	35万円	自民党・衆議院静岡県第1区
- 甘利明	32万円	自民党・衆議院神奈川県第13区
- 塩崎恭久	20万円	自民党・衆議院愛媛県第1区
- 西川公也	20万円	自民党・衆議院栃木県第2区
- 池田行彦	20万円	自民党・衆議院広島県第5区
- 砂田圭佑	20万円	自民党・衆議院比例近畿ブロック
- 七条明	20万円	自民党・衆議院比例四国ブロック
- 額賀福志郎	16万円	自民党・衆議院茨城県第2区
- 金田勝年	16万円	自民党・参議院秋田県選挙区
- 宮本一三	16万円	自民党・衆議院兵庫県第9区
- 鈴木淑夫    16万円   自由党・衆議院比例東京
- 新藤義孝	15万円	自民党・衆議院埼玉県第2区
- 山本有二	15万円	自民党・衆議院高知県第3区
- 中川秀直	12万円	自民党・衆議院広島県第4区
- 亀井善之	12万円	自民党・衆議院神奈川県第16区
- 中野清	12万円	自民党・衆議院埼玉県第7区
- 自見庄三郎	12万円	自民党・衆議院福岡県第10区
- 金子善次郎	12万円	自民党・衆議院比例北関東ブロック
- 坂井隆憲	12万円	自民党・衆議院佐賀県第1区
- 小林興起	11万円	自民党・衆議院東京都第10区
- 石原伸晃	10万円	自民党・衆議院東京都第8区
- 木村隆秀	10万円	自民党・衆議院比例東海ブロック
- 岡田克也    10万円　 民主党・衆議院三重県第3区
- 斉藤斗志二	8万円	自民党・衆議院静岡県第5区
- 大野松茂	6万円	自民党・衆議院埼玉県第9区
- 山下善彦	6万円	自民党・参議院静岡県選挙区
- 左藤章	6万円	自民党・衆議院大阪府第2区
- 村上誠一郎	6万円	自民党・衆議院愛媛県第2区
- 山崎拓	6万円	自民党・衆議院福岡県第2区
- 大原一三	6万円	自民党・衆議院比例九州ブロック
- 中川正春    6万円　　 民主党・衆議院三重県第2区
- 高村正彦	5万円	自民党・衆議院山口県第1区
- 三塚博	5万円	自民党・衆議院宮城県第3区
- 坂口力	2万円	公明党・衆議院比例東海ブロック
- 斉藤鉄夫	4万円	公明党・衆議院比例中国ブロック
- 石川要三	2万円	自民党・衆議院東京都第25区
- 若林正俊	2万円	自民党・参議院長野県選挙区
- 増原義剛	2万円	自民党・衆議院広島県第3区
- 愛知治郎	1万円	自民党・参議院宮城県選挙区
- 武正公一	2万円	民主党・衆議院埼玉県第1区
- 武藤嘉文	8万円	自民党・衆議院岐阜県第3区
- 家西悟	2万円	民主党・衆議院比例近畿ブロック
- 小池百合子	2万円	自民党・衆議院兵庫県第6区
- 中川昭一		自民党・衆議院北海道第11区
- 北村直人		自民党・衆議院北海道第13区
- 市川一朗		自民党・参議院宮城県選挙区
- 佐藤剛男		自民党・衆議院福島県第1区
- 根本匠		自民党・衆議院福島県第2区
- 鹿野道彦		民主党・衆議院山形県第1区
- 遠藤武彦		自民党・衆議院山形県第2区
- 海江田万里		民主党・衆議院東京都第1区
- 森田健作		自民党・衆議院東京都第4区
- 八代英太		自民党・衆議院東京都第12区
- 鴨下一郎		自民党・衆議院東京都第13区
- 田中和徳		自民党・衆議院神奈川県第10区
- 渡辺喜美		自民党・衆議院栃木県第3区
- 棚橋泰文		自民党・衆議院岐阜県第2区
- 松宮勲		自民党・衆議院福井県第1区
- 野田毅		自民党・衆議院熊本県第2区
- 竹本直一		自民党・衆議院大阪府第15区
- 中山太郎		自民党・衆議院大阪府第18区
- 田野瀬良太郎  	自民党・衆議院奈良県第4区
- 逢沢一郎		自民党・衆議院岡山県第1区
- 熊代昭彦		自民党・衆議院岡山県第2区
- 相澤英之		自民党・衆議院鳥取県第2区
- 衛藤征士郎		自民党・衆議院大分県第2区
- 宮路和明		自民党・衆議院鹿児島県第3区
- 中山成彬		自民党・衆議院宮崎県第1区
- 太田誠一		自民党・衆議院福岡県第3区
- 山本幸三		自民党・衆議院福岡県第11区
- 荒井広幸		自民党・衆議院比例東北ブロック
- 尾身幸次		自民党・衆議院比例北関東ブロック
- 藤井孝男		自民党・衆議院比例東海ブロック
- 阪上善秀		自民党・衆議院比例近畿ブロック
- 久世公堯		自民党・参議院比例代表
- 岩屋毅		自民党・衆議院大分県第3区
- 森下博之		自民党・参議院高知県選挙区
- 熊谷弘		自民党・衆議院静岡県第9区
- 松島みどり		自民党・衆議院比例東京ブロック